# Фарадж, Омар
Ома́р Фара́дж (швед. Omar Faraj; род. 9 марта 2002, Стокгольм) — шведский и палестинский футболист, нападающий клуба «Замалек» и сборной Палестины. Выступает на правах аренды за клуб «Дегерфорс».

## Клубная карьера
На юношеском уровне выступал за «Броммапойкарну», в составе которой дорос до взрослой команды. В декабре 2019 года подписал с клубом первый контракт. Дебютировал за основной состав клуба 24 февраля 2020 года в матче группового этапа кубка Швеции с «Сундсваллем», заменив в середине второго тайма Симона Хельга. Первую игру в рамках первого дивизиона провёл за клуб 14 июня в гостях против «Фрея», получив на последних минутах встречи красную карточку.
6 августа 2021 года перебрался в Испанию, подписав пятилетнее соглашение с «Леванте». В первый сезон выступал за вторую команду клуба во втором дивизионе, забив в 29 матчах семь мячей. 20 мая 2022 года в составе первой команды дебютировал в испанской Ла Лиге. В игре заключительного тура с «Райо Вальекано» Фарадж появился на поле на 87-й минуте вместо Алехандро Кантеро.
21 июля 2022 года на правах аренды до конца сезона присоединился к шведскому «Дегерфорсу». 23 июля дебютировал за команду в чемпионате Швеции в игре с «Мьельбю», появившись на поле в стартовом составе и на 58-й минуте уступив место Эрик Линделль.

## Клубная статистика
| Выступление      | Выступление          | Выступление      | Лига | Лига | Кубки | Кубки | Конт. кубки | Конт. кубки | Разное | Разное | Итого | Итого |
| Клуб             | Лига                 | Сезон            | Игры | Голы | Игры  | Голы  | Игры        | Голы        | Игры   | Голы   | Игры  | Голы  |
| ---------------- | -------------------- | ---------------- | ---- | ---- | ----- | ----- | ----------- | ----------- | ------ | ------ | ----- | ----- |
| Броммапойкарна   | Дивизион 1           | 2020             | 23   | 5    | 5     | 1     | 0           | 0           | 2      | 0      | 30    | 6     |
| Броммапойкарна   | Дивизион 1           | 2021             | 13   | 9    | 1     | 2     | 0           | 0           | 0      | 0      | 14    | 11    |
| Броммапойкарна   | Итого                | Итого            | 36   | 14   | 6     | 3     | 0           | 0           | 2      | 0      | 44    | 17    |
| Леванте          | Ла Лига              | 2021/22          | 1    | 0    | 0     | 0     | 0           | 0           | 0      | 0      | 1     | 0     |
| Леванте          | Итого                | Итого            | 1    | 0    | 0     | 0     | 0           | 0           | 0      | 0      | 1     | 0     |
| → Леванте B      | Второй дивизион RFEF | 2021/22          | 29   | 7    | 0     | 0     | 0           | 0           | 0      | 0      | 29    | 7     |
| → Леванте B      | Итого                | Итого            | 29   | 7    | 0     | 0     | 0           | 0           | 0      | 0      | 29    | 7     |
| → Дегерфорс      | Алльсвенскан         | 2022             | 1    | 0    | 0     | 0     | 0           | 0           | 0      | 0      | 1     | 0     |
| → Дегерфорс      | Итого                | Итого            | 1    | 0    | 0     | 0     | 0           | 0           | 0      | 0      | 1     | 0     |
| Всего за карьеру | Всего за карьеру     | Всего за карьеру | 67   | 21   | 6     | 3     | 0           | 0           | 2      | 0      | 75    | 24    |